# 杭州汽车城
杭州汽车城位于杭州市城北的石祥路589号，是由浙江海外海集团公司投资创办的一家集新车、旧车及汽配市场为一体的大型综合性汽车交易市场，于1999年10月开张营业。它是目前浙江省规模最大、功能最全的汽车交易市场。

## 简介
汽车城占地面积350亩，建筑面积16万平米，其中展厅面积12万平米；新车市场有150余户驻城经销商，经营包括国产、进口轿车、商务车、微型车、皮卡和货车等在内的280多个品牌，700多款车型，集中展示1000余辆新车。其新车销量占整个杭州市总销量的70%，并在此连续举办多届杭州西湖博览会国际汽车展（简称西博车展，后来更名为中汽杭州车展，自2017年开始移址到杭州国际博览中心举办）。
汽车城位于杭州汽车北站附近，紧靠主干道莫干山路，与沪杭甬、杭宁、杭金衢高速及104国道、320国道直通。浙江旧货交易市场位于汽车城东侧。